# Hermann Krumey
Hermann Alois Krumey (Mährisch Schönberg, 18 de abril de 1905 - Erftstadt, 27 de noviembre de 1981) fue un farmacéuta y oficial alemán perteneciente a la SS nazi quien tuvo participación en el Holocausto de la Segunda Guerra Mundial.

## Inicios en el nazismo
Krumey vivía y trabajaba como farmacéuta en los Sudetes. Luego de la anexión, ingresó a la SS con el número de ficha 310.441. Le fue otorgada la jerarquía de SS Obersturmbannführer (teniente coronel) desde el 1 de noviembre de 1938, asignado a la zona de Bremen. En 1939, fue transferido al Departamento Principal de personal de la SS y fue asignado al distrito de Posen donde asignaba las rutas de trenes para polacos y alemanes que vivían en la zona. De ahí fue absorbido por la sección IVB4 de la Gestapo con la función de negociar las rutas y disponibilidad de los trenes dentro del territorio del Gobierno General de Polonia. 

## Participación en el Holocausto
En la primavera de 1940, fue nombrado jefe de la Oficina de Litzmannstadt (Lodz). En 1941, se trasladó brevemente a Croacia para agrupar a los judíos de ese país y preparar la deportación a los campos de concentración. Krumey fue enlistado por el jefe superior SS (SSPF) de Lublin, Odilo Globocnik, para adelantar el esquema de reasentamiento de polacos y alemanes como parte de las expulsiones de las tierras de Zamosc, las cuales comenzaron el 24 de noviembre de 1942.
Krumey había tenido contacto con el departamento de Eichmann. Durante el reasentamiento del Distrito Warthe, en la primavera de 1944, acompañó al SS Obersturmbannführer Adolf Eichmann a Budapest, donde Krumey sirvió como miembro del grupo organizador de la deportación masiva de judíos húngaros a Auschwitz.

## Tras el fin de la guerra
Krumey fue arrestado por los Aliados en 1945, pero como resultado del documento de defensa emitido por Rudolf Kasztner, que participó en las negociaciones con la SS en Hungría en 1944, no fue procesado sino liberado en 1948.
Activo en el gobierno local de Korbach (Hessen), Krumey fue arrestado en 1957, 1958 y, en 1960, finalmente permaneció en custodia hasta 1965. Fue sentenciado por la Corte Penal de Fráncfort del Meno, ese mismo año a cinco años de prisión; sin embargo, debido al tiempo cumplido en la cárcel, fue liberado por haber permanecido el tiempo que determinó la sentencia.
Siguiendo la Apelación de la Fiscalía, se abrió un nuevo juicio entre 1968 y 1969. Como resultado, Krumey fue sentenciado a cadena perpetua el 29 de agosto de 1969. La sentencia fue dejada sin efecto por una apelación en 1973. Antes de su muerte, Krumey fue liberado de la cárcel.
Krumey falleció de causas naturales 27 de noviembre de 1981.